# District de San Andrés de Tupicocha
Le district de San Andrés de Tupicocha est un des trente-deux districts de la  province de Huarochirí dans le centre du Pérou.
Il s'étend entre des altitudes de 2 500 m et 4 800 m.